# 湘南鎌倉綜合醫院
醫療法人沖繩德洲會湘南鎌倉綜合醫院（日语：／，Shonan Kamakura General Hospital，簡稱SKGH）是日本神奈川縣鎌倉市的私立綜合醫院。其附屬臨床研究中心是文部科學省指定之科學研究費補助金處理研究機關。
每年接收的救護車運送急救患者約達1萬4000人，在日本全國名列前茅，是著名的高度急性期醫院。另外也針對外國患者提供英文、中文、韓文、法文服務，並可接受障礙輔助犬入院。
心臟外科醫師須磨久善在1996年實施日本首次的左心室容積縮小形成術，也就是俗稱的巴提斯塔手術。

## 概要
湘南鎌倉綜合醫院是以鎌倉市居民組成的「綜合醫院實現會」完成約8萬6000人連署後，於1988年開設。是德洲會集團的國內第25間醫院。現為厚生勞動省認定之臨床研修指定醫院、外國醫師臨床修練指定醫院。
2012年成為繼龜田綜合醫院（2009年8月）、NTT東日本關東醫院（2012年3月）、聖路加國際醫院（2012年7月）後，日本第四間取得國際醫療衛生機構認證聯合委員會（Joint Comission International）認定的醫院。另外，院內還設有國際醫療支援室，提供英、中、法、俄等語言服務，並在2013年成為首間取得「接診外國患者醫療機構認證」（Japan Medical Service Accreditation for International Patients）。
做為神奈川縣地域中核醫院，本站已被指定為神奈川縣災害協力醫院、神奈川縣DMAT-L指定醫院、神奈川縣癌症診療連攜指定醫院等。2019年與神奈川縣、鎌倉市、藤澤市、武田藥品工業簽定合作備忘錄，共同推動健康餘命的延長與醫療保健領域的產業創造。

## 醫療機關指定
- 基幹型臨床研修醫院
- 外國醫師臨床修練指定醫院
- JCI（Joint Commission International）認證醫院
- 接診外國患者醫療機構認證醫院
- 救命救急中心指定醫院
- 神奈川縣災害協力醫院
- 神奈川縣DMAT-L指定醫院
- 地域癌症診療連攜據點醫院

## 附屬臨床研究中心
院內研究機構附屬臨床研究中心開設於2013年4月1日，並與橫濱市立大學大學院醫學研究科放射線醫學教室連攜大學院簽訂協議，臨床研究中心所屬人員可進行研究生之學習、研究活動，並取得橫濱市立大學學位。2015年5月12日成為文部科學省科學研究費補助金處理研究機關。

## 交通方式
- JR東日本東海道本線大船站下車。西口（大船觀音側）、東口交番總站（湘南單軌電車車站下巴士總站）搭乘巴士（接駁巴士、路線巴士）。

　　　西口步行約25分。從最近巴士站（南岡本或公會堂前）步行約5分。
- JR東日本東海道本線藤澤站下車搭乘路線巴士。

## 沿革

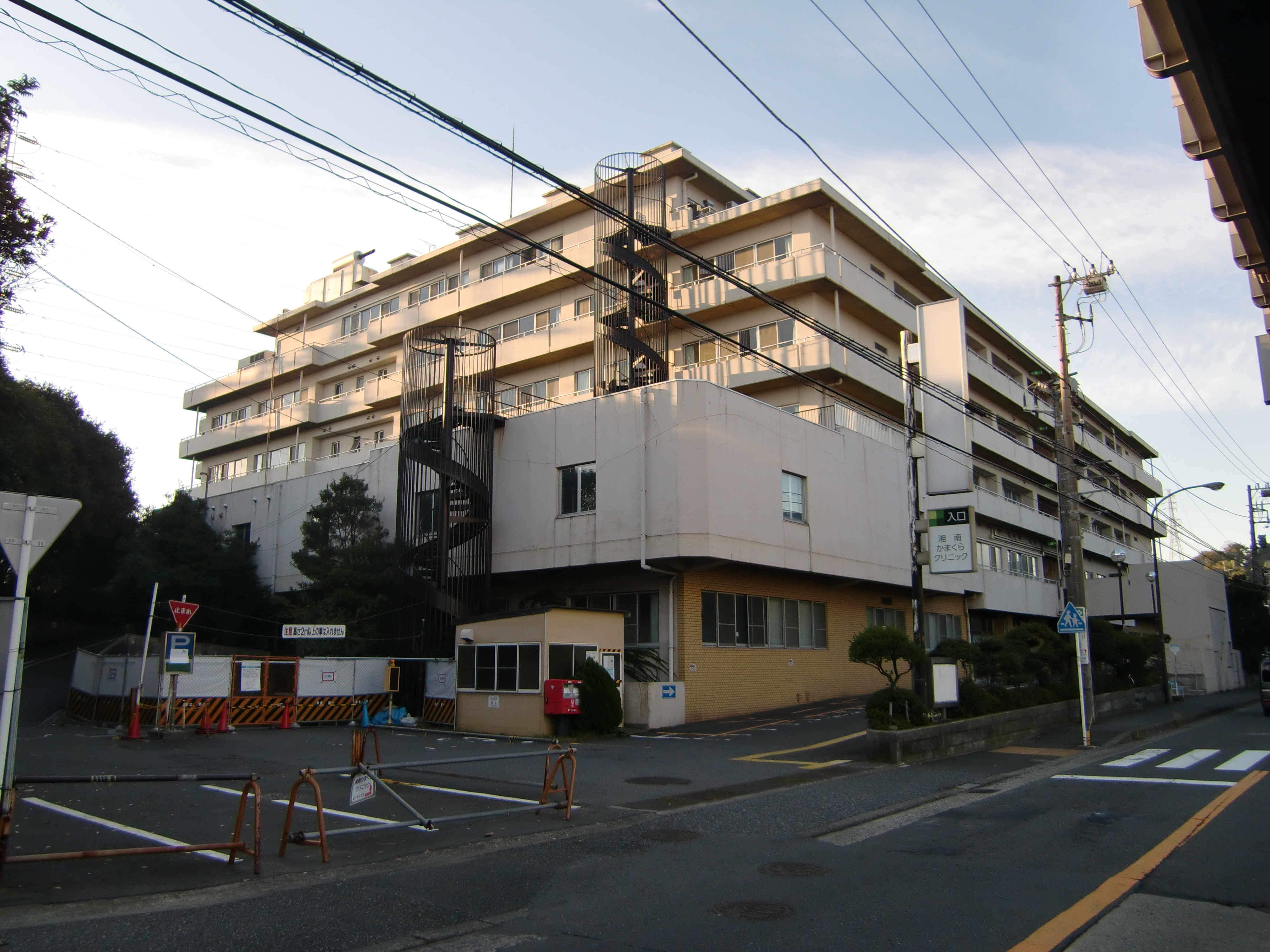
舊館

- 1988年11月：「湘南鎌倉醫院」於神奈川縣鎌倉市山崎開院。
- 1994年3月：更名為「湘南鎌倉総合病院」に改名。
- 1995年12月：更名為「醫療法人社團愛心會 湘南鎌倉綜合醫院」。
- 1996年12月2日：日本首次巴提斯塔手術。
- 2010年2月：更名為「醫療法人沖繩德洲會 湘南鎌倉綜合醫院」。
- 2010年9月：移至鎌倉市岡本。
- 2013年4月：厚生勞動省指定為救命救急中心（日语：救命救急センター）。
- 2015年5月：附屬臨床研究中心獲文部科學省指定為科學研究費補助金處理研究機關。

## 関連項目
- 德洲會集團（日语：徳洲会）
- Project X～挑戰者們～（日语：プロジェクトX〜挑戦者たち〜）：2001年1月16日「奇跡の心臓手術に挑む」
- 情熱大陸：2019年3月24日「山上 浩 [救命救急医] 救急受入数日本一！「絶対に断らない男」が率いるERチームの怒涛の現場に密着！」
- 紀實72小時：2021年4月2日「大病院のコンビニ それぞれの"生きる"」

## 外部連結
- 湘南鎌倉綜合醫院 （页面存档备份，存于）
- 湘南鎌倉綜合醫院 救命救急中心 （页面存档备份，存于）
- 德洲會 （页面存档备份，存于）